# Sigurd Håkonsson

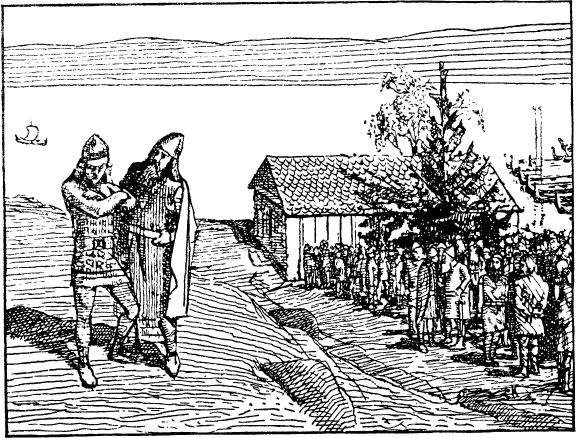
Sigurd Håkonsson mit König Haakon dem Guten (Zeichnung von Christian Krohg aus den 1890er Jahren)

Der Ladejarl Sigurd Håkonsson oder Sigurd Ladejarl, anord. Sigurðr Hákonarson oder Sigurðr Hlaðajarl, (* 895; † 962) war Jarl im Trøndelag (Norwegen) und der Sohn von Hákon Grjótgarðsson.
Sigurd wurde von Harald Graufell getötet, dem Sohn von Erik Blutaxt, als Harald versuchte, ganz Norwegen unter seiner Herrschaft zu vereinen. Sigurds Sohn Håkon Sigurdsson rächte später den Tod seines Vaters.
Sigurd hatte einen Skalden namens Kormákr Ögmundarson im Gefolge. Fragmente von dessen Ballade über den Jarl, die Sigurðardrápa, sind im Skáldskaparmál und der Heimskringla erhalten.